# Jaco Van Dormael
Jaco Van Dormael (Elsene, 9 februari 1957) is een Belgische cineast.
Na zijn filmstudies (opnametechnieken en filmproductie) aan het INSAS in Brussel en de École Louis-Lumière in Parijs werkte hij eerst als toneelregisseur, alvorens in de filmwereld te stappen.
Zijn eerst langspeelfilm, Toto le héros, verscheen in 1991. Hiermee won Van Dormael dat jaar de César voor Beste buitenlandse film en de Caméra d'or op het Filmfestival van Cannes. In 1996 ontving Van Dormael de Plateauprijs voor de film Le Huitième Jour. De film werd ook genomineerd voor een Golden Globe.
Zijn derde langfilmproductie, Mr. Nobody, dateert uit 2009. Met hoofdrollen voor Jared Leto en Sarah Polley. De filmlocaties bevinden zich in Canada, Duitsland en België.
Van het in 2019 uitgekomen album De laatste farao in de Blake en Mortimer reeks, verzorgde hij samen met de Belgische schrijver Thomas Gunzig het scenario. De tekeningen zijn van François Schuiten. In 2013 en 2014 werkte Van Dormael al samen met Thomas Gunzig aan het script voor zijn film Le Tout Nouveau Testament.

## Filmografie
- Maedeli la brèche (1980) (kortfilm)
- Stade 81 (1981) (kortfilm)
- L'Imitateur (1982) (kortfilm)
- Sortie de secours (1983) (kortfilm)
- È pericoloso sporgersi (1984) (kortfilm)
- De Boot (1985) (kortfilm)
- Toto le héros (1991)
- Lumière et compagnie (1995)
- Le Huitième Jour (1996)
- Mr. Nobody (2009)
- Le Tout Nouveau Testament (2015)

Maedeli la brèche (1980) · Stade 81 (1981) · L'Imitateur (1982) · Sortie de secours (1983) · È pericoloso sporgersi (1984) · De Boot (1985) · Toto le héros (1991) · Lumière et compagnie (1995) · Le Huitième Jour (1996) · Mr. Nobody (2009) · Le Tout Nouveau Testament (2015)
- Bibsys: 14024503
- Biblioteca Nacional de España: XX1303262
- Bibliothèque nationale de France: cb122227776 (data)
- CiNii: DA1272852X
- Gemeinsame Normdatei: 129169226
- International Standard Name Identifier: 0000 0001 2006 5600
- Library of Congress Control Number: no97047351
- Bibliotheek van het Japanse parlement: 00661283
- Nationale Bibliotheek van Tsjechië: jn19990008728
- Nationale Bibliotheek van Israël: 987007351844005171
- Nederlandse Thesaurus van Auteursnamen: 100117945
- Réseau des bibliothèques de Suisse occidentale: 02-A012336434
- SNAC: w67v147s
- Système universitaire de documentation: 030905370
- Virtual International Authority File: 117055034
- WorldCat: E39PBJjhGTy7TWK36vpch3hvHC